# Nepenthes gymnamphora
Nepenthes gymnamphora är en tvåhjärtbladig växtart som beskrevs av Christian Gottfried Daniel Nees von Esenbeck. Nepenthes gymnamphora ingår i släktet Nepenthes och familjen Nepenthaceae. Inga underarter finns listade i Catalogue of Life.

## Bildgalleri

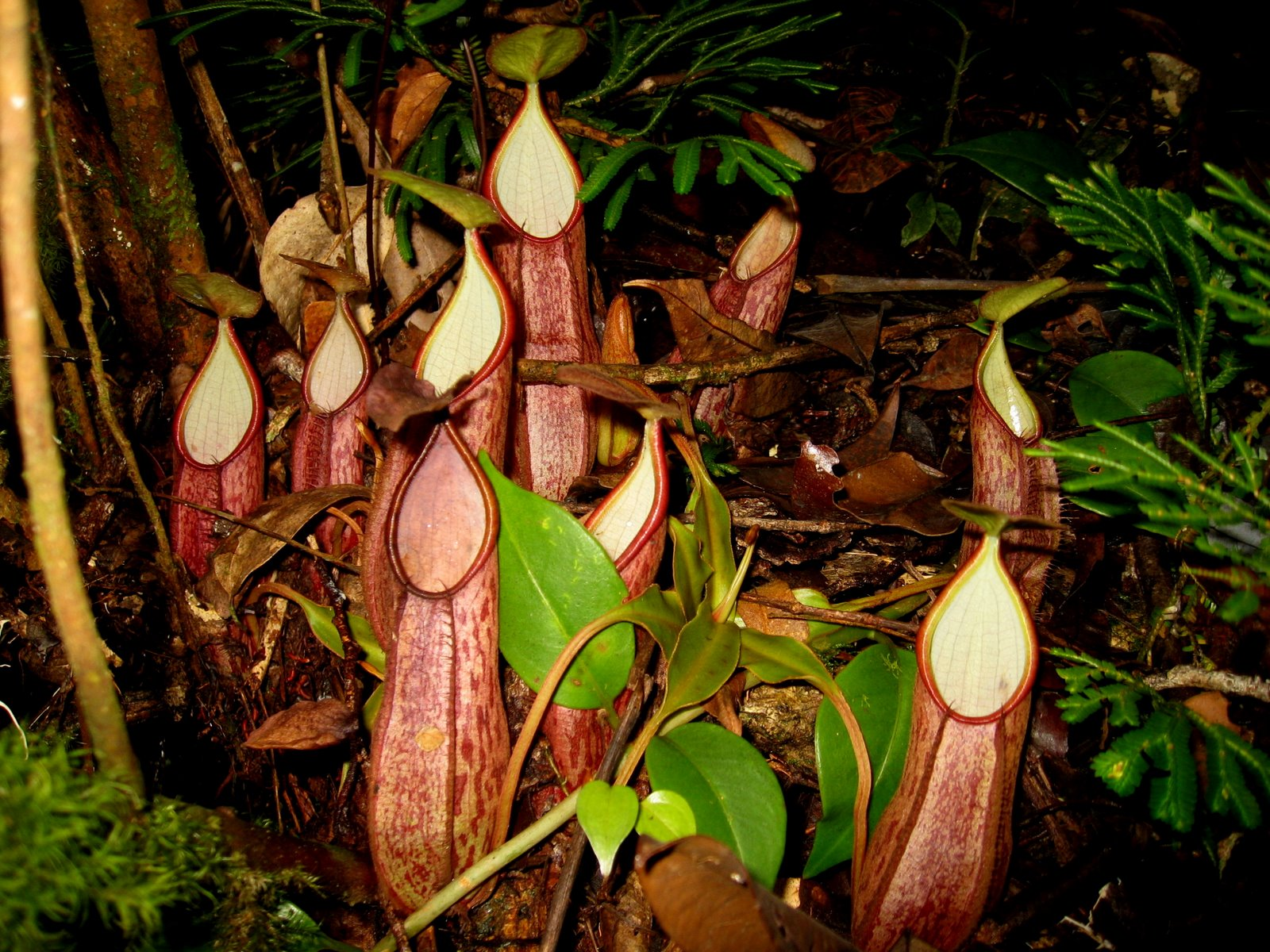
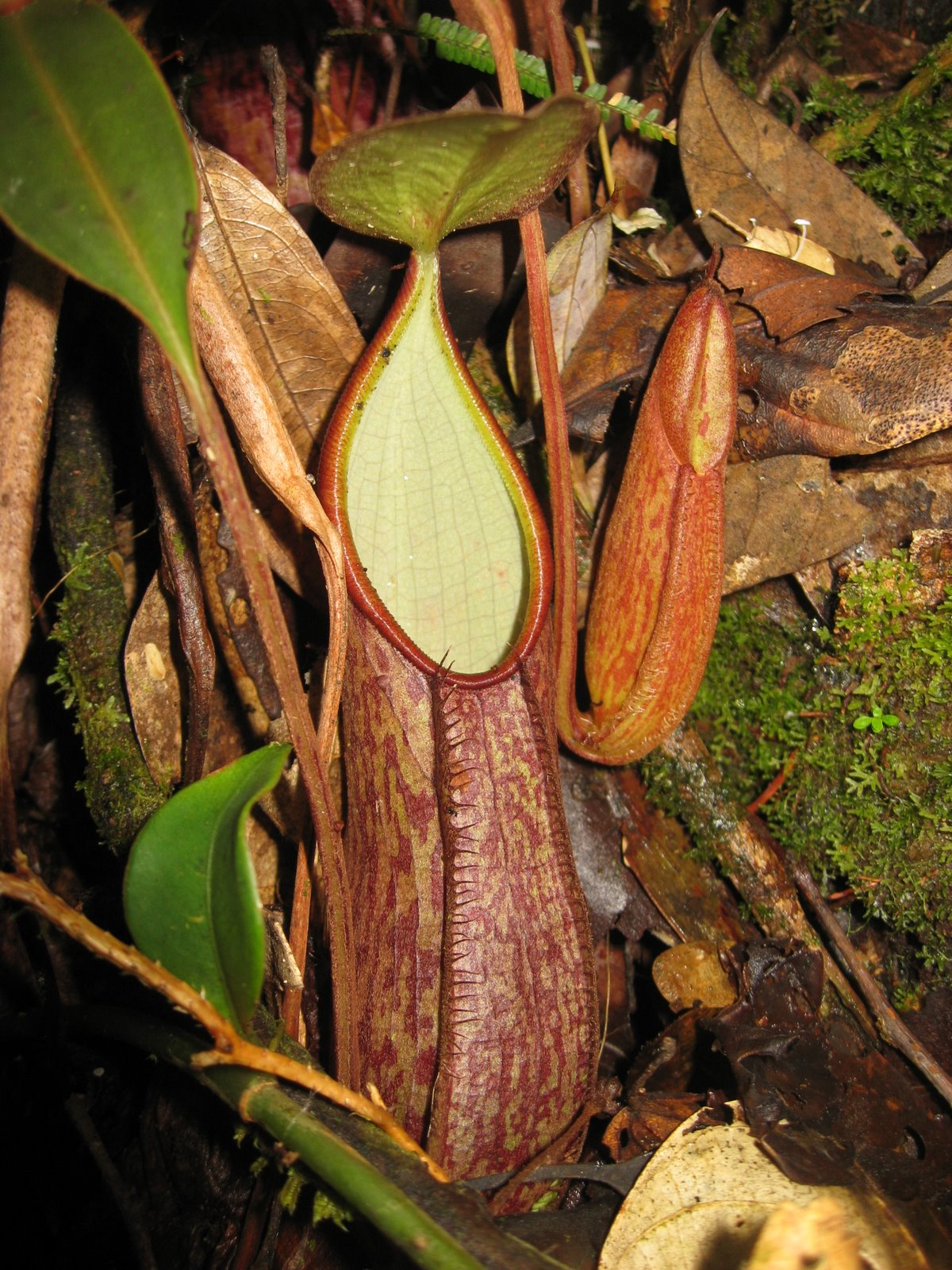
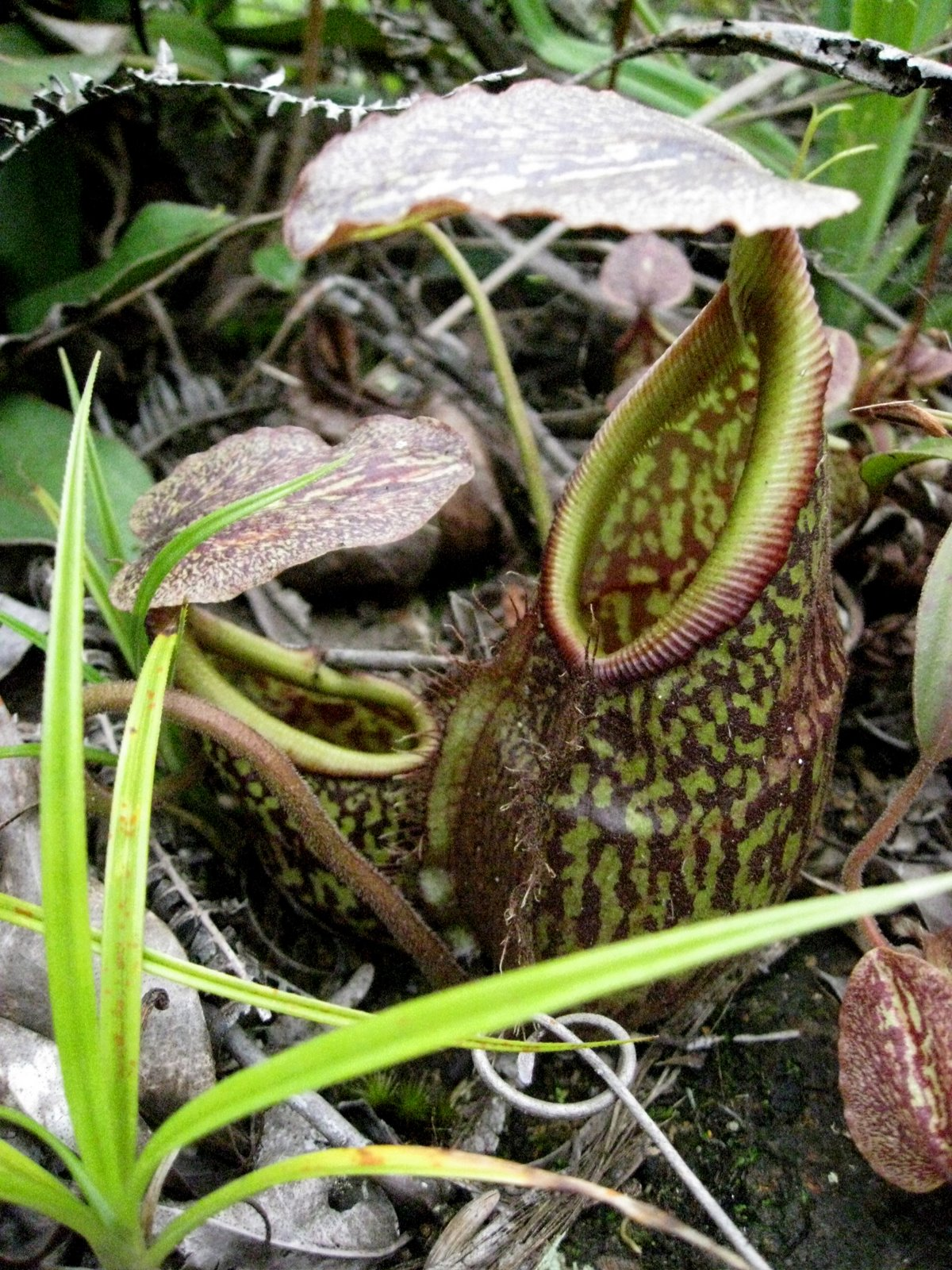
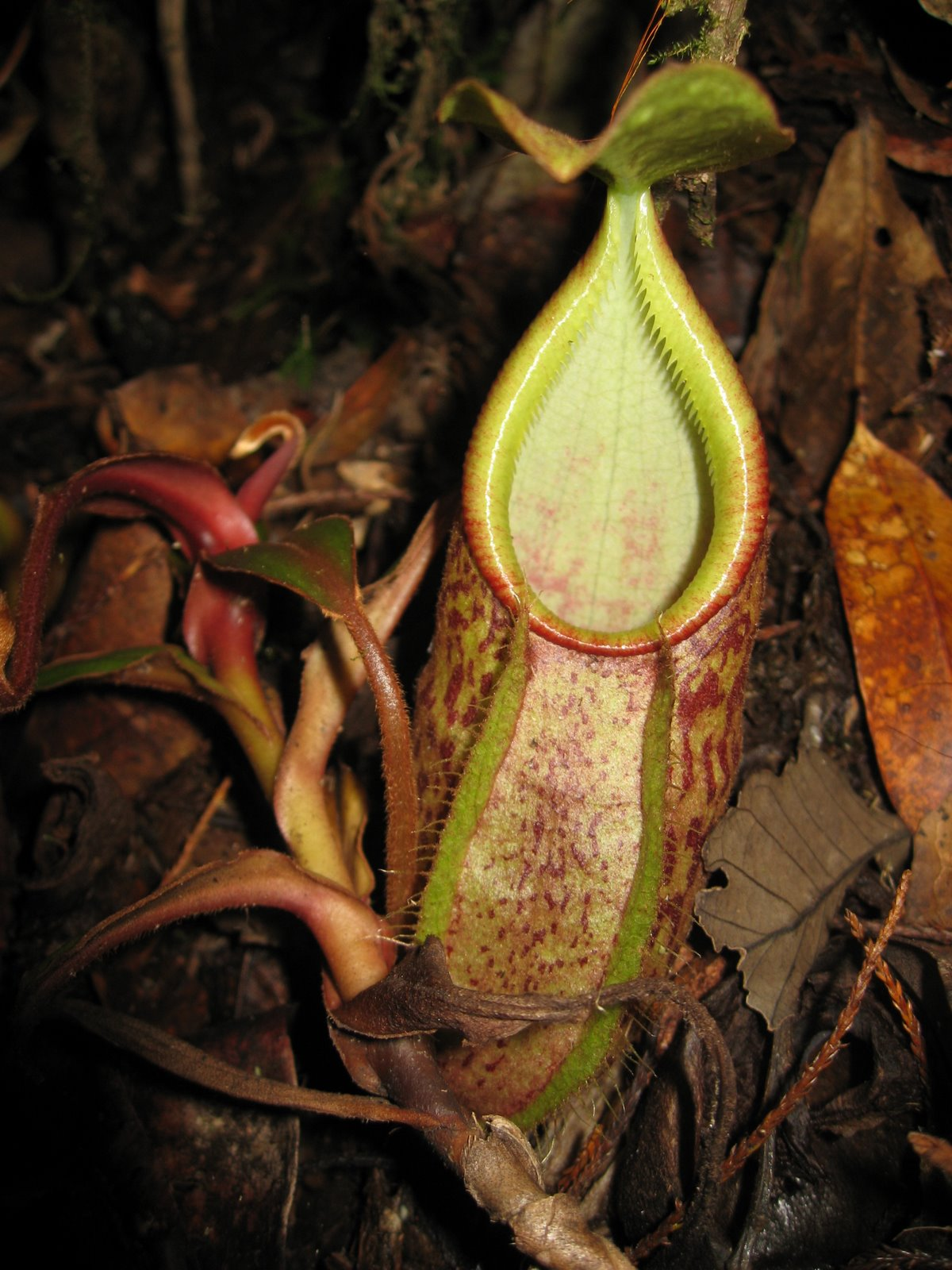
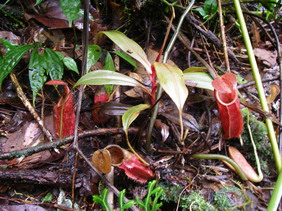
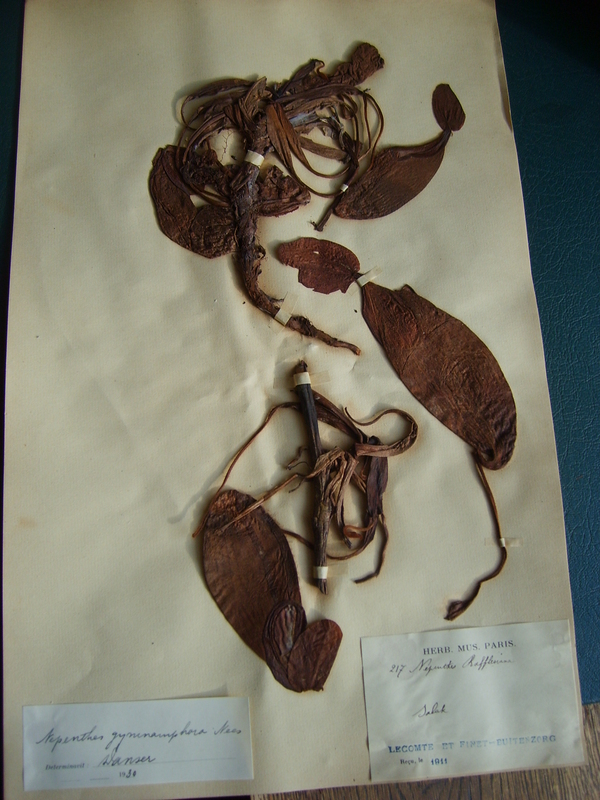